# Бакстон, Глен
Глен Бакстон (англ. Glen Edward Buxton, 10 ноября 1947 года, Акрон, штат Огайо — 19 октября 1997 года, Кларион, штат Айова) — американский рок-музыкант, гитарист, один из основателей и участник первого состава группы Alice Cooper. Бакстон вошёл в историю как автор классических рифов («I’m Eighteen», «Is It My Body», «Be My Lover», «Under My Wheels»), самым известным из которых остаётся «School’s Out», хит, с которым группа в 1972 году возглавила британский хит-парад. В 1973 году обострившиеся проблемы, связанные с алкогольной зависимостью, помешали Бакстону внести заметный вклад в альбом Billion Dollar Babies, который многие критики считают лучшим в истории группы.
После распада Alice Cooper Банкстон ушёл в тень. В 1978 году он выступил в звездном составе на концерте-бенефисе в пользу барабанщика Dead Boys Бобби Блица в нью-йоркском клубе CBGB’s. В середине 80-х он записал гитарные партии для сольного альбома поющего гитариста Blue Öyster Cult Бака Дхармы («Flat Out») и образовал собственный ансамбль Virgin (который оставил после себя лишь бутлег Live at the Mason Jar, 1985). В 1997 году Бакстон дважды выступил со своими бывшими коллегами по группе (без самого Купера), после чего начались разговоры о возможном воссоединении Alice Cooper в оригинальном составе. Им был положен конец, когда 18 октября 1997 года Бакстон (в возрасте 49 лет) скончался в Кларионе, штат Айова от осложнений после пневмонии. Надгробие Бакстона украшено вариантом обложки альбома School’s Out и транскрипцией гитарного риффа заглавного трека.
В 2003 году Бакстон занял 90 место в списке ста лучших гитаристов всех времен по версии Rolling Stone.

## Дискография

### Alice Cooper
- Live at the Whiskey (1969)
- Pretties for You (1969)
- Easy Action (1970)
- Love It to Death (1971)
- Killer (1971)
- School’s Out (1972)
- Billion Dollar Babies (1973)

### Virgin
- Live at the Mason Jar, 1985

### Ant Bee
- Lunar Musik (1997, с участием: Dennis Dunaway, Glen Buxton, Michael Bruce, Neal Smith)[3]